# Hertford (Anglia)
Hertford város Nagy-Britanniában, Angliában, Hertfordshire megye székhelye. Lakosainak száma 2001-ben 24 180 fő volt.

## Története
A város neve angolszász eredetű, és szarvasok által látogatott forrást jelent. A várost először 673-ban említik, amikor az angol püspökök gyűlést tartottak a városban, amin kiszámolták a húsvét időpontját. Edvárd király földvárat építtetett ítt, ami a dánok ellen védte a vidéket. A Domesday Book idejére a városnak már két temploma, két piaca és három malma volt. A normannok egy várat kezdtek el építeni, és a hertfordi apátságot is megalapította Ralph de Limesi. II. Henrik újjáépíttette a várat kőből, de 1216-ban megostromolták a franciák, ezért feladták. A várat rendszeresen látogatta az angol nemesség, és II. Edvárd felesége, Izabella itt halt 1358-ban. Az apátságot feloszlatták és lerombolták 1536-ban. A londoni parlament a pestis miatt a várban ülésezett 1563-ban.
Időközben Hertford bőtt és jól prosperált mint megyeszékhely és vásárhely. A kommunikáció és a közlekedés jelentősen javult, amikor megépítették a Lea Navigation Csatornát 1767-ben és amikor 1843-ban átadták az első vasútvonalat.
Hertford már az angolszász idők óta megyeszékhely, amit királyi tisztségviselő, a reeve kormányzott. A 13. századra a reeve-t felváltotta a kormányzó (bailiff), akit a városi polgárok (burgess) választottak. A 16. században városi tanácsot alapítottak 11 vezető polgár és a kormányzó részvételével. Napjainkban a Hertfordshire-i megyei tanács Hertfordban székel, ugyanitt ülésezik a Kelet-Hertfordshire-i körzeti tanács is, mindkét testület a Megyeházán tartja üléseit, míg a Hertfordi önkormányzat a Hertfordi várban van.

## Földrajz
Hertford 4 folyóvölgy kereszteződésében fekszik. A Rib, a Beane és a Mimram a River Lea folyóba folynak bele, ami dél felé, a Temze felé folyik mint Lee Navigation, miután elhagyta a hertford vári duzzasztógátat.

## Testvérvárosok
- Évron, Franciaország
- Wildeshausen, Németország
- Hartford, Amerikai Egyesült Államok

## Fordítás
Ez a szócikk részben vagy egészben  a   Hertford című angol Wikipédia-szócikk ezen változatának fordításán alapul.  Az eredeti cikk szerkesztőit annak laptörténete sorolja fel. Ez a jelzés csupán a megfogalmazás eredetét és a szerzői jogokat jelzi, nem szolgál a cikkben szereplő információk forrásmegjelöléseként.

## Külső hivatkozások
- Hertfordi önkormányzat Archiválva 2020. június 15-i dátummal a Wayback Machine-ben
- Hertfordshire megyei tanács
- Discover Hertford
- Theinsider.org Archiválva 2015. január 12-i dátummal a Wayback Machine-ben